# Bacino (anatomia)
Il bacino o pelvi è la struttura osteo-articolare situata all'estremità caudale del tronco. In anatomia regionale, i due termini fanno riferimento a strutture anatomiche diverse tra loro, pertanto occorre disambiguare il termine e specificare che:
1. Nella terminologia ufficiale, si parla di cingolo pelvico o cintura pelvica, intendendo l'insieme di:[1]
  - Osso dell'anca (detto anche osso iliaco oppure osso coxale), a sua volta costituito dagli elementi ossei ileo, ischio e pube;
  - Osso sacro (Vertebre SI-SII-SIII-SIV-SV);
  - Coccige;
  - Sindesmosi del cingolo pelvico: membrana otturatoria e canale otturatorio;
  - Sinfisi del cingolo pelvico: sinfisi pubica;
  - Articolazione sacroiliaca
2. In anatomia topografica ci si può riferire anche alla regione pelvica, ovvero a quella parte di corpo compresa tra l'addome e gli arti inferiori, e pertanto comprendendo:[2]
  - il cingolo pelvico o cintura pelvica;
  - la cavità pelvica
  - il pavimento pelvico;
  - il perineo.

## Descrizione del cingolo pelvico
Il complesso del bacino è formato dall'articolazione di:
- due ossa iliache, che compongono la porzione antero-laterale del bacino e si articolano tra loro sulla linea mediana mediante la sinfisi pubica;
- osso sacro, che chiude posteriormente il bacino e si articola ai lati con le ossa iliache nell'articolazione sacroiliaca;
- coccige, che articolandosi con l'osso sacro chiude posteriormente la porzione inferiore del bacino ricevendo l'attacco di importanti muscoli e legamenti.

L'articolazione delle due ossa iliache con l'osso sacro permette di osservare sulla superficie interna del bacino un caratteristico restringimento di forma ovalo-circolare, detto stretto superiore del bacino, che permette di suddividere il bacino in una porzione superiore, detta grande pelvi e una inferiore detta piccola pelvi.
Lo stretto superiore si disegna bilateralmente su una linea che nella parte posteriore origina dal promontorio e dal margine superiore delle ali del sacro, si continua lateralmente nella linea arcuata e nella cresta pettinea per chiudersi anteriormente sul tubercolo pubico e sulla cresta pubica. Le pareti della grande pelvi sono formate dalle ampie superfici delle fosse iliache delle ossa dell'anca. Le pareti della piccola pelvi sono invece formate posteriormente dalla superficie anteriore dell'osso sacro e del coccige, anteriormente dalla superficie posteriore del pube e lateralmente dalla superficie mediale dell'ischio e del ramo del pube. Il coccige è articolato con l'osso sacro, anch'esso derivato da fusione degli ultimi abbozzi vertebrali (quattro/cinque). Offre inserzione ad alcuni muscoli del pavimento pelvico, al Grande legamento Sacro-ischiatico o sacro-tuberoso e ad alcuni prolungamenti finali della Dura Madre spinale, l'involucro che protegge il midollo.
Infine la piccola pelvi termina inferiormente con un restringimento, anch'esso di forma ovalo-circolare, che costituisce lo stretto inferiore. Lo stretto inferiore si disegna bilateralmente su una linea che nella parte anteriore origina dalla sinfisi pubica e seguendo il margine inferiore dei rami ischiopubici e delle tuberosità ischiatiche, si continua lateralmente nel margine inferiore dei legamenti sacrotuberosi e si chiude posteriormente all'apice del coccige.
L'angolo formato dai rami ischiopubici delle due ossa iliache e avente vertice nel margine inferiore della sinfisi pubica è detto arco pubico o angolo pubico.
Le ossa dell'anca derivano dalla fusione di tre ossa, che nel neonato sono indipendenti. L'ileo è quello di maggiori dimensioni e forma la parte superiore ed esterna del bacino. Il suo margine superiore, arcuato, costituisce la cosiddetta cresta iliaca. Posteriormente si articola con l'osso sacro. L'ischio ha forma di L, con l'angolo rivolto indietro e in basso: questo angolo forma la tuberosità ischiatica , che regge il peso del corpo in posizione seduta. Il pube è posto anteriormente e presenta un braccio grosso modo orizzontale che si unisce all'ileo detto branca Ileo-pubica, e un braccio rivolto in basso e all'indietro che si unisce all'ischio, o branca Ischio -pubica. Sulla superficie esterna del bacino, le tre ossa concorrono a formare una depressione di forma quasi emisferica, chiamata acetabolo entro la quale si articola la testa del femore (il primo osso dell'arto inferiore).
Nel bacino è possibile distinguere due regioni: il Grande Bacino superiormente e il Piccolo Bacino nella porzione inferiore. Il limite tra queste due zone (orifizio dello stretto superiore) è segnato dalla linea innominata presente sulla faccia interna delle ali iliache e dal promontorio sacrale posteriormente. Nel piccolo bacino trovano alloggio e protezione in particolare gli organi del sistema uro-genitale; lo spazio caudale delimitato dalle tuberosità ischiatiche, dalle branche ischio-pubiche e dal coccice, prende il nome di orifizio dello stretto inferiore. Nella sua porzione superiore il bacino appare come un tronco di cono rivolto verso l'alto e l'avanti mentre nella porzione inferiore è orientato in basso e indietro.

## Differenze fra i sessi
Nell'uomo il bacino si sviluppa maggiormente in altezza assumendo una posizione più verticale rispetto al bacino della donna che si sviluppa maggiormente in larghezza e assume una posizione maggiormente inclinata in avanti. In particolare lo stretto superiore e l'angolo pubico femminile si presentano più ampi che in quelli maschili. Inoltre, come avviene per molte altre ossa, nell'uomo le ossa iliache e sacrali si presentano più spesse e più pesanti di quelle della donna.
Sia nell'uomo sia nella donna, la pelvi contiene organi di grande importanza quali la vescica, il retto e il sigma. Esso contiene inoltre organi dell'apparato riproduttore, che quindi si differenziano a seconda del sesso. Nella donna la pelvi ospita l'utero, le tube, le ovaie e la vagina. Nell'uomo la pelvi ospita la prostata, i dotti deferenti e le vescichette seminali.

## Diametri fondamentali delle pelvi
- La coniugata anatomica, che si misura dal promontorio alla cresta pubica e misura in media 11 cm.
- La coniugata diagonale, che si misura dal promontorio al margine inferiore della sinfisi pubica e misura 12 cm.
- Il diametro traverso, che si misura tra i punti di massima concavità delle linee arcuate delle due ossa iliache del bacino. Esso indica la larghezza massima dell'apertura superiore della piccola pelvi e misura in media 14 cm.
- I diametri obliqui, ciascuno dei quali si misura dall'articolazione sacro-iliaca di un lato alla eminenza ileo pettinea eterolaterale. Essi misurano in media 13 cm.

Questi diametri subiscono delle modificazioni considerevoli in gravidanza per permettere al bambino di nascere. Diametri fondamentali troppo piccoli, pur non costituendo un problema durante la gestazione, possono rendere il parto molto difficoltoso, se non pericoloso, durante il passaggio del bambino attraverso lo stretto superiore. In questi casi si è soliti optare per un parto cesareo.

## Forme
A seconda della forma dello stretto superiore si possono distinguere:
- pelvi platipelloide, con caratteristiche della ginecoide più marcate;

- pelvi androide, la cui forma ricorda un cuore la cui punta si trova alla sinfisi pubica, tipica della pelvi maschile;
- pelvi ginecoide, a forma rotondo-ovalare, tipica della pelvi femminile;
- pelvi antropoide, a forma ovale, che è possibile ritrovare nelle scimmie antropoidi.

Forme patologiche della pelvi sono:
- pelvi di Otto, dal nome del chirurgo tedesco Adolph Wilhelm Otto, con una tipica lussazione delle ossa dell'anca;
- pelvi lordotica, con manifesta lordosi.

## Patologie
Le disfunzioni a livello del pavimento pelvico sono causate da sedentarietà, sovrappeso, stitichezza, sforzo eccessivo dell'area pelvica e da alcuni sport che sollecitano tale area del corpo, come ciclismo e motociclismo. Ad esempio si verificano: prolasso rettale, prolasso uterino, rettocele, sindrome del pubo-rettale e dissinergie, emorroidi, ulcera solitaria del retto, ragadi, megacolon, stenosi e dolicocolon non congeniti... La sintomatologia comprende: prostatite, sindrome del dolore pelvico cronico,  incontinenza urinaria e incontinenza fecale oppure pollachiuria (continuo impulso a urinare), stranguria, dischezia e tenesmo rettale (continuo peso e impulso alla defecazione), ritenzione urinaria, stipsi ostinata, meteorismo, movimenti intestinali dolorosi, dolore all'inguine, al coccige addominale e sovrapubico, ai genitali e durante attività sessuale, dolore lombare, all'anca e nella zona addominale inferiore, prostatite cronica non infettiva e cistite non infettiva, uretrite.

## Galleria d'immagini

Animazione della testa del femore sull'acetabolo
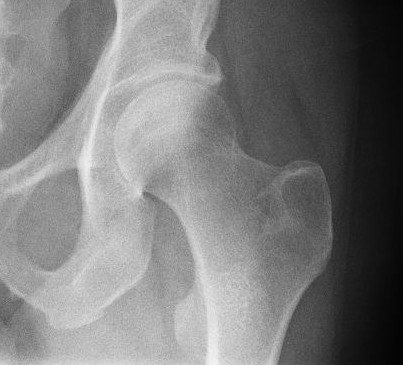
Radiografia dell'articolazione dell'anca
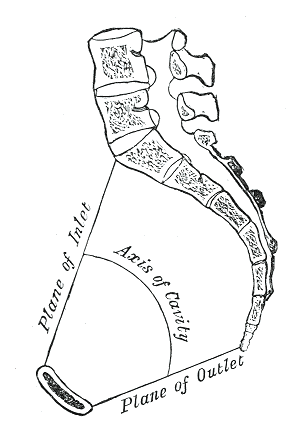
Sezione sagittale mediana del bacino.
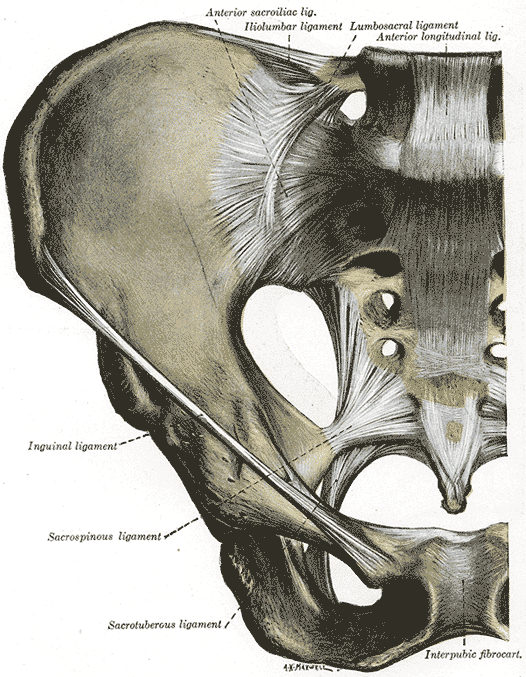
Articolazioni del bacino. Vista anteriore.
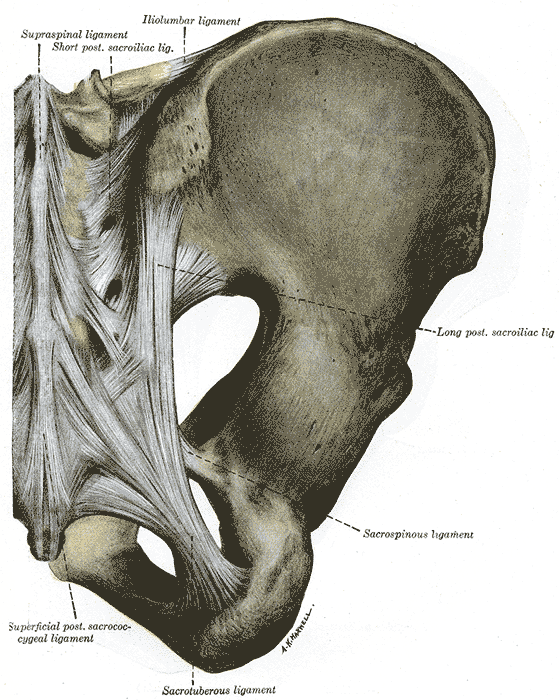
Articolazioni del bacino. Vista posteriore.
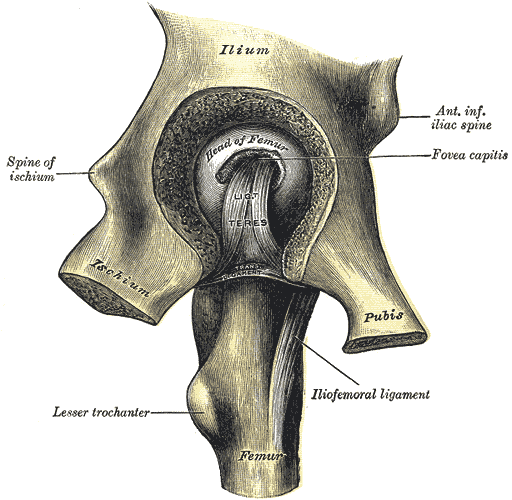
Anca, articolazione sinistra.
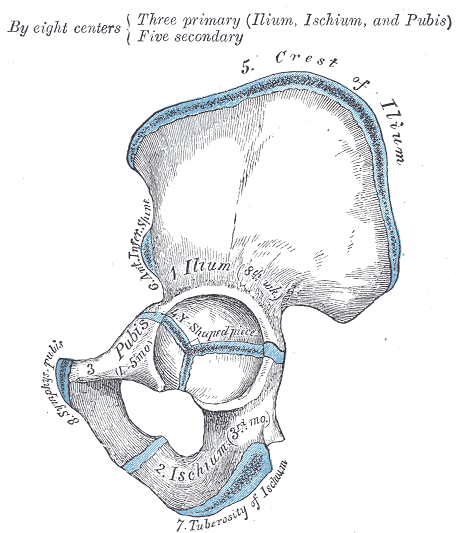
Struttura dell'osso iliaco.